# タイ・カップ
タイ・カップ（英: Tie Cup）は、1900年から1919年まで行われていたサッカーの国際カップ戦である。コパ・コンペテンシア・チェバリエール・ボウテル（西: Copa Competencia Chevallier Boutell）とも呼ばれ、世界最古の国際サッカー大会の1つに数えられている。

## 概要
アルゼンチンのブエノスアイレスとロサリオ、ウルグアイのサッカー協会所属のクラブが参加した。1900年の第1回大会ではアルゼンチン・アソシエーション・フットボールリーグのフランシス・ヘプブルン・チェバリエール・ボウテル会長がトロフィーを授与し、1919年まで毎年開催された。

## 開催方式
1900年から1906年までは、3つのサッカー協会から4クラブが出場。アルゼンチンサッカー協会（AFA）から2クラブ、ロサリオサッカー協会から1クラブ、ウルグアイサッカー協会（AUF）から1クラブが参加してトーナメント戦が行われた。1907年から1919年まではアルゼンチンとウルグアイから1クラブずつが出場して1試合のみが行われた。アルゼンチンの場合はコパ・デ・コンペテンシア・ジョッキー・クルブ（Copa de Competencia Jockey Club）、ウルグアイの場合はコパ・コンペテンシア（Copa Competencia）の結果によって出場クラブが決定された。試合はブエノスアイレスで開催された。

## 結果
| 年度 | 優勝               | 結果                          | 準優勝               | 会場                                                 |
| ---- | ------------------ | ----------------------------- | -------------------- | ---------------------------------------------------- |
| 1900 | ベルグラーノAC     | 2 - 0                         | ロサリオAC           | フローレス・グラウンド（ブエノスアイレス）           |
| 1901 | アルムニ           | 2 - 1 aet                     | ロサリオAC           | ローマスAC（ローマス・デ・サモーラ）                 |
| 1902 | ロサリオAC         | 1 - 1 aet 1 - 1 aet 2 - 1 aet | アルムニ             | スポルティーバ・アルヘンティーナ（ブエノスアイレス） |
| 1903 | アルムニ           | 3 - 2 aet                     | ロサリオAC           | スポルティーバ・アルヘンティーナ（ブエノスアイレス） |
| 1904 | ロサリオAC         | 3 - 2 aet                     | CURCC                | フローレス・グラウンド（ブエノスアイレス）           |
| 1905 | ロサリオAC         | 4 - 3 aet                     | CURCC                | スポルティーバ・アルヘンティーナ（ブエノスアイレス） |
| 1906 | アルムニ           | 10 - 1                        | ベルグラーノAC       | キルメスAC（ブエノスアイレス）                       |
| 1907 | アルムニ           | 3 - 1                         | CURCC                | フェロ・カリル・オエステ（ブエノスアイレス）         |
| 1908 | アルムニ           | 4 - 0                         | ワンダラーズ         | ベルグラーノAC（ブエノスアイレス）                   |
| 1909 | アルムニ           | 4 - 0                         | CURCC                | エスタディオGEBA（ブエノスアイレス）                 |
| 1910 | 中止               | 中止                          | 中止                 | エスタディオGEBA（ブエノスアイレス）                 |
| 1911 | ワンダラーズ       | 2 - 0                         | サン・イシドロ       | エスタディオGEBA（ブエノスアイレス）                 |
| 1912 | サン・イシドロ     | 1 - 0                         | ナシオナル           | エスタディオ・ラシン・クラブ（ブエノスアイレス）     |
| 1913 | ナシオナル         | 1 - 0                         | サン・イシドロ       | エスタディオ・ラシン・クラブ（ブエノスアイレス）     |
| 1914 | リーベル・プレート | 1 - 0                         | ブリストル           | フェロ・カリル・オエステ（ブエノスアイレス）         |
| 1915 | ナシオナル         | 2 - 0                         | ポルテーニョ         | エスタディオGEBA（ブエノスアイレス）                 |
| 1916 | ペニャロール       | 3 - 0                         | ロサリオ・セントラル | エスタディオ・ラシン・クラブ（ブエノスアイレス）     |
| 1917 | ワンダラーズ       | 4 - 0                         | インデペンディエンテ | エスタディオ・ラシン・クラブ（ブエノスアイレス）     |
| 1918 | ワンダラーズ       | 2 - 1                         | ポルテーニョ         | エスタディオGEBA（ブエノスアイレス）                 |
| 1919 | ボカ・ジュニアーズ | 2 - 0                         | ナシオナル           | スポルティーボ・バラカス（ブエノスアイレス）         |

## 統計

### クラブ別成績
| クラブ名             | 優 | 準 | 優勝年度                      | 準優勝年度          |
| -------------------- | -- | -- | ----------------------------- | ------------------- |
| アルムニ             | 6  | 1  | 1901,1903,1906,1907,1908,1909 | 1902                |
| ロサリオAC           | 3  | 3  | 1902,1904,1905                | 1900,1901,1903      |
| ワンダラーズ         | 3  | 1  | 1911,1917,1918                | 1908                |
| ナシオナル           | 2  | 2  | 1913,1915                     | 1912,1919           |
| CURCC/ペニャロール   | 1  | 4  | 1916                          | 1904,1905,1907,1909 |
| サン・イシドロ       | 1  | 2  | 1912                          | 1911,1913           |
| ベルグラーノAC       | 1  | 1  | 1900                          | 1906                |
| リーベル・プレート   | 1  | 0  | 1914                          |                     |
| ボカ・ジュニアーズ   | 1  | 0  | 1919                          |                     |
| ポルテーニョ         | 0  | 2  |                               | 1915,1918           |
| ブリストル           | 0  | 1  |                               | 1914                |
| ロサリオ・セントラル | 0  | 1  |                               | 1916                |
| インデペンディエンテ | 0  | 1  |                               | 1917                |

### クラブ所在国別成績
| 国・地域名   | 優 | 準 |
| ------------ | -- | -- |
| アルゼンチン | 13 | 11 |
| ウルグアイ   | 6  | 8  |